# وزارة المالية (كازاخستان)
وزارة المالية في جمهورية كازاخستان (بالقازاقية: Қазақстан Республикасы Қаржы министрлігі)‏ (بالروسية: Министерство финансов Республики Казахстан)‏ هي هيئة تنفيذية مركزية تابعة لحكومة كازاخستان، توفر القيادة والتنسيق بين القطاعات في القطاع المالي. تم تأسيسها في 17 ديسمبر 1991، بعد يوم واحد فقط من إعلان كازاخستان استقلالها عن الاتحاد السوفيتي، وتم تقديم قانون "نظام الميزانية لجمهورية كازاخستان".
يرأس الوزارة حاليًا ماضي تاكييف، وذلك منذ فبراير 2024.